# Tomáš Hradský
Tomáš Hradský (19. prosince 1939 Brno – ?) byl československý fotbalový útočník, později obránce, juniorský reprezentant Československa.

## Fotbalová kariéra
Začínal v Husovicích. V československé lize hrál za Duklu Pardubice, Rudou hvězdu Brno a Spartak ZJŠ Brno. Nastoupil celkem v 60 ligových utkáních a dal 9 gólů. V Evropských pohárech zasáhl do 9 zápasů, dal v nich 2 branky (PVP 1960/61: 1 / 0, Pohár veletržních měst 1964/65: 2 / 0, Pohár veletržních měst 1965/66: 6 / 2). Ve Veletržním poháru 1965/66 dal v odvetě 2. kola Fiorentině 2 branky a významně se zasloužil o domácí výhru 4:0, která po prohře 0:2 v Itálii znamenala postup. Za juniorskou reprezentaci odehrál jedno celé utkání: 20. září 1960 v Č. Budějovicích s A-mužstvem Japonska, které naši junioři porazili 3:2 dvěma brankami Ivana Mráze a jednou Václava Maška.
Zemřel na rakovinu.

## Ligová bilance
| Ročník                                   | Zápasy | Góly | Klub                |
| ---------------------------------------- | ------ | ---- | ------------------- |
| 1. československá fotbalová liga 1959/60 | 10     | 2    | VTJ Dukla Pardubice |
| 1. československá fotbalová liga 1960/61 | 16     | 5    | TJ Rudá hvězda Brno |
| 2. československá fotbalová liga 1961/62 | -      | 3    | TJ Rudá hvězda Brno |
| 2. československá fotbalová liga 1961/62 | -      | -    | TJ VCHZ Pardubice   |
| 2. československá fotbalová liga 1962/63 | -      | -    | TJ VCHZ Pardubice   |
| 1. československá fotbalová liga 1963/64 | 6      | 0    | TJ Spartak ZJŠ Brno |
| 1. československá fotbalová liga 1964/65 | 18     | 1    | TJ Spartak ZJŠ Brno |
| 1. československá fotbalová liga 1965/66 | 10     | 1    | TJ Spartak ZJŠ Brno |
| 2. československá fotbalová liga 1967/68 | -      | 2    | TJ Spartak ZJŠ Brno |
| LIGA CELKEM                              | 60     | 9    |                     |